# DARVA-glas
DARVA-glas is een groep van amorfe staallegeringen. De naam van deze legeringen is afgeleid van DARPA, die het project sponsort, en Virginia, naar de Universiteit van Virginia waar de legeringen ontwikkeld worden door een team bestaande uit de onderzoekers Joe Poon, Gary Shiflet en Vijayabarathi Ponnambalam. DARVA-glas is niet-magnetisch, tot drie keer sterker dan standaardstaal en goed bestand tegen corrosie.

## Soorten

### DARVA-glas 1 en 2
DARVA-glas 1 en 2 zijn de eerst ontwikkelde varianten. DARVA-glas 1 is een amorfe staallegering waaraan molybdeen en chroom zijn toegevoegd om het sterker en corrosiebestendig te maken. Dit resulteert in een microhardheid van 1200-1600 VH en een treksterkte van ongeveer 3 GPa. Verder zorgt de toevoeging van mangaan ervoor dat de Curietemperatuur onder -100°C ligt zodat de legering bij praktische toepassingen niet-magnetisch is.
DARVA-glas 2 heeft ongeveer dezelfde eigenschappen, maar bestaat uit iets andere componenten. Mangaan is ook bij DARVA-glas 2 een belangrijke component, maar de overige metalen zijn slechts in kleine hoeveelheden aanwezig. Ook bevat het geen koolstof. Een extra voordeel van deze samenstelling is een groter temperatuurbereik voor de supergekoelde fase, wat de productie makkelijker maakt.

### DARVA-glas 101 en 201
In DARVA-glas 101 en 201 zijn aan de twee hierboven besproken legeringen kleine hoeveelheden metaalatomen met atoomstralen vanaf ongeveer 160 pm toegevoegd. Dit verstoort de kristalstructuur, waardoor de glasovergang van de legeringen over een groter temperatuurbereik plaatsvindt. Hierdoor kunnen grotere monsters gemaakt worden dan met DARVA-glas 1 en 2.

### DARVA-glas 102
Een vijfde variant bestaat uit DARVA-glass 1 waaraan fosfor toegevoegd is. Dit resulteert in een nog betere bestandheid tegen corrosie.

## Toepassingen
Voorgestelde toepassingen van DARVA-glas omvatten projectielen, bepantsering en medische instrumenten, omdat het materiaal hard en bros is. De goede bestandheid tegen corrosie maakt het materiaal verder geschikt voor scheeps- en duikbootrompen, waarbij het non-ferromagnetisme extra voordeel biedt. Zeemijnen hebben gewoonlijk namelijk een ontsteking die afgaat wanneer de stalen romp van schepen er dicht in de buurt komt. Vanwege de sterkte van het materiaal hebben verschillende media het materiaal "the next big thing in steel" genoemd.